# Hein Roethof

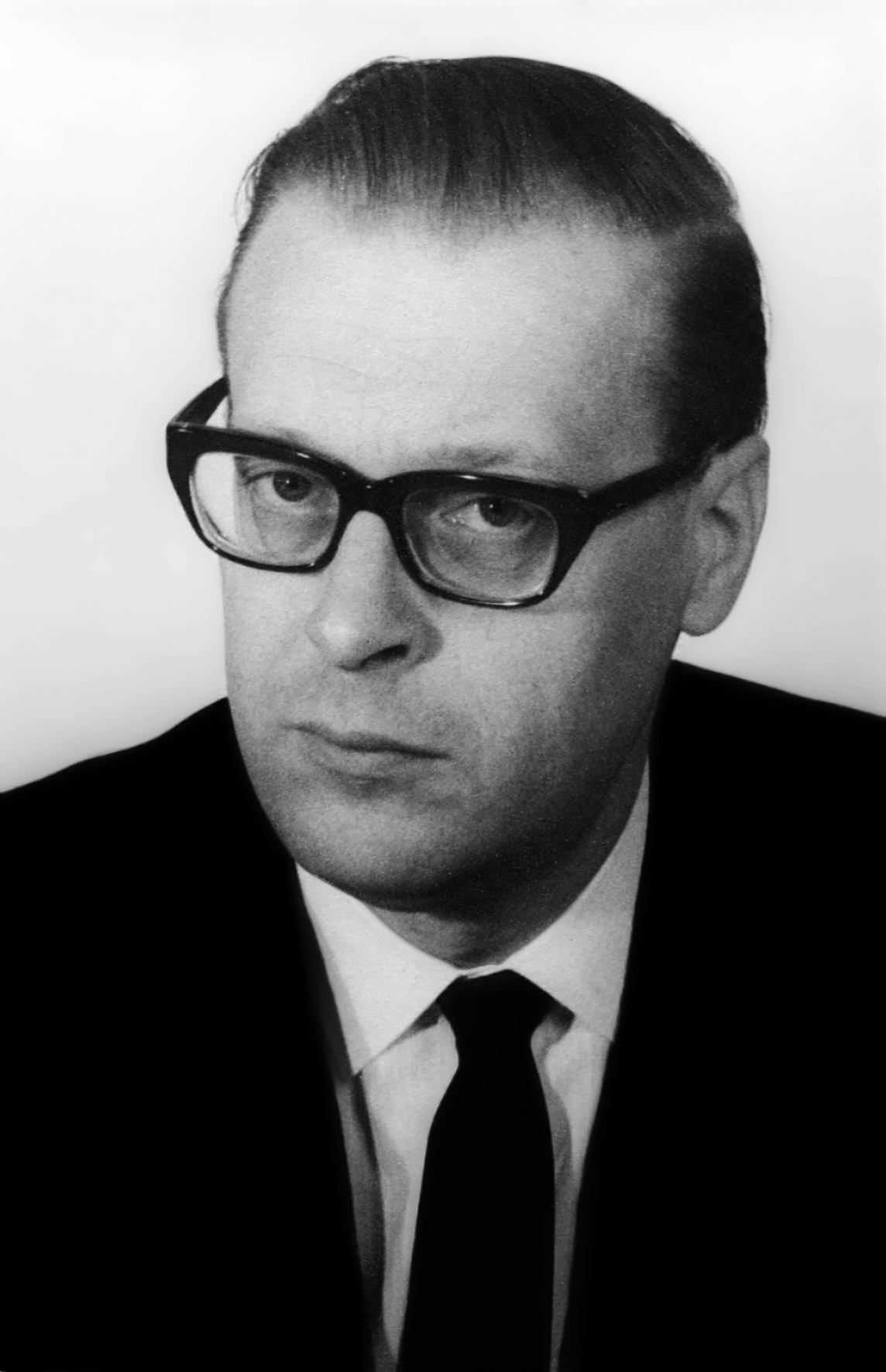

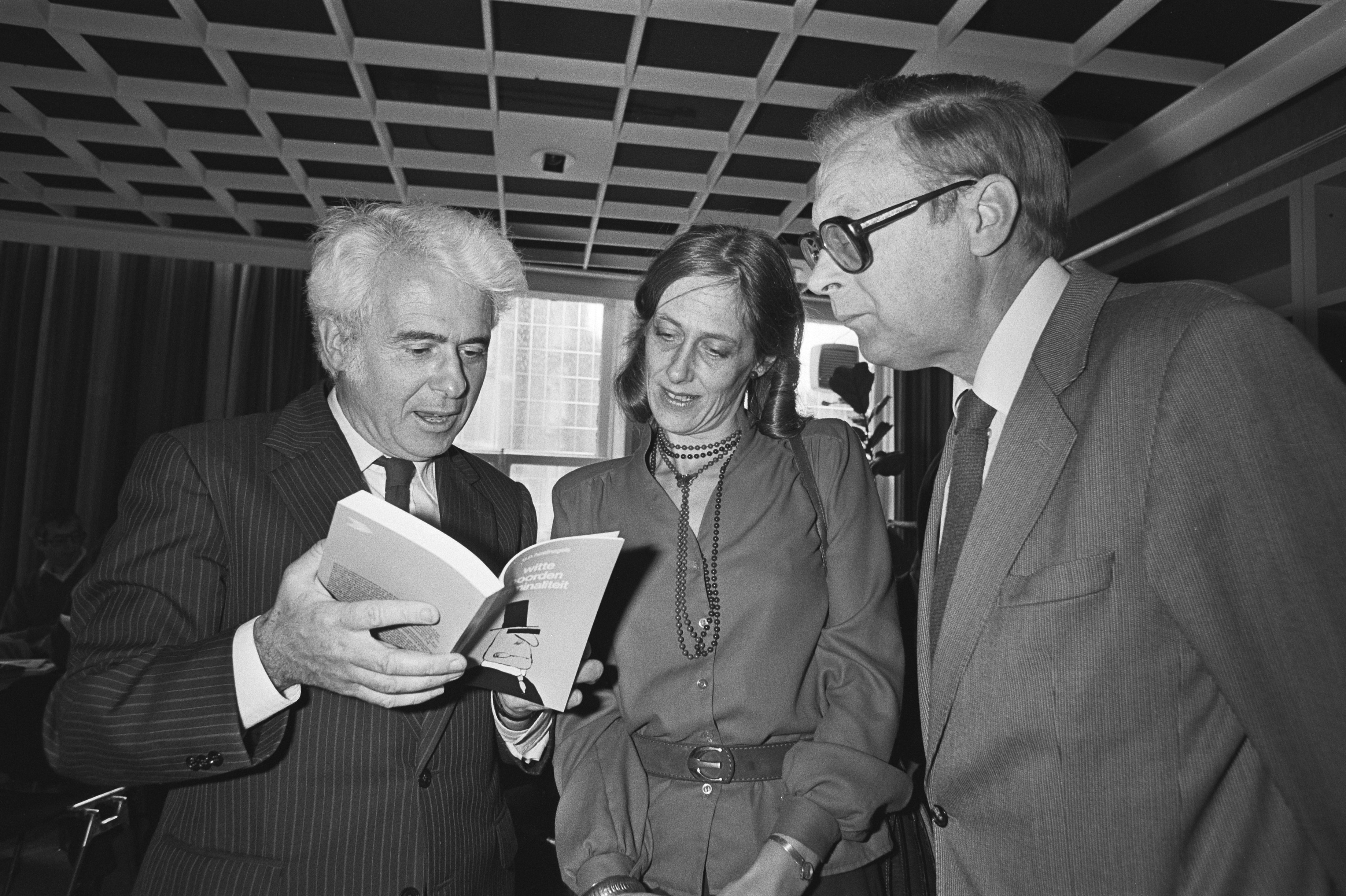
Criminoloog Peter Hoefnagels, staatssecretaris Ineke Lambers-Hacquebard (D66) en Roethof bij de presentatie van Hoefnagels boek "Witte boorden-criminaliteit", 30 september 1981.

Hendrik Jan (Hein) Rutten meergenaamd Roethof (Utrecht, 23 november 1921 – aldaar, 15 januari 1996) was een Nederlands journalist en politicus.

## Loopbaan
Roethof doorliep de Rijks HBS te Utrecht en studeerde van 1940 tot 1945 Indisch recht aan de Rijksuniversiteit Utrecht waar hij in 1951 promoveerde.
Na de Tweede Wereldoorlog vertrok hij naar Nederlands-Indië. Hij was van oktober 1945 tot maart 1946 ambtenaar was bij de Netherlands Indies Civil Administration (NICA). Hij werkte twee jaar bij de Regerings Voorlichtingsdienst (RVD) in Batavia en was een half jaar adjunct-hoofdredacteur bij het dagblad Warta Indonesia te Batavia. Hij keerde terug naar Nederland en ging werken bij de Nieuwe Rotterdamsche Courant. Van 1951 tot 1958 was Roethof redacteur binnenland en tot 1964 parlementair redacteur. Hij was van 1952 tot 1956 landelijk voorzitter van de Jongerenorganisatie Vrijheid en Democratie (JOVD; jongerenorganisatie gelieerd aan de VVD). Binnen de VVD was hij voorstander van progressieve koers, zo was hij in 1962/1963 voorzitter was van het Liberaal Democratisch Centrum. Toen VVD-voorzitter Pieter Oud in 1963 niet werd opgevolgd door de progressieve 'kroonprins' Henk Korthals maar door Kornelis van der Pols, stapte Roethof uit de VVD waarna hij in 1964 lid werd van de Partij van de Arbeid (PvdA).
Vanaf februari 1964 was Roethof werkzaam bij het bureau Internationale Technische Hulp van het ministerie van Buitenlandse Zaken tot hij in 1969 als PvdA'er in de Tweede Kamer kwam. Afgezien van de periode 1982-1986 zou hij tot 1989 namens de PvdA in de Tweede Kamer zitten waar hij woordvoerder was voor justitie, media en politie. Verder hield Hein Roethof zich ook bezig met volkenrechtelijke vraagstukken, stakingsrecht en ambtenarenzaken.

## Privéleven
Roethof was twee keer getrouwd. Uit zijn eerste huwelijk had hij drie kinderen. Hij is de vader van actrice, presentatrice en politica Guikje Roethof, die namens D66 van 1994 tot 1998 lid was van de Tweede Kamer.

## Hein Roethofprijs
In 1987 werd door het ministerie van Justitie de Hein Roethofprijs in het leven geroepen om bekendheid te geven aan succesvolle projecten die te maken hebben met preventie van criminaliteit. De Hein Roethofprijs wordt elke twee jaar uitgereikt aan een organisatie of samenwerkingsverband dat zich op een innovatieve, creatieve en effectieve manier richt op een probleem dat de sociale veiligheid bedreigt. De winnaar ontvangt 20.000 euro om het project uit te bouwen of te versterken.